# RAF-groep nr. 12
RAF-groep nr. 12 (Engels: No. 12 Group RAF) was een vliegtuigformatie van de Royal Air Force tijdens onder andere de Tweede Wereldoorlog.

## Ontstaan
RAF-groep nr. 12 werd in april 1918 in Cranwell, Lincolnshire, binnen de Sector 3 opgericht. Op 8 mei 1918 werd de groep overgeheveld naar de Midland Sector en op 18 oktober 1919 naar de Noordelijke Sector. Op 1 november 1919 werd zij omgezet in de RAF (Cadet) College.

## Tweede Wereldoorlog
De groep werd op 1 april 1937 opnieuw onder de wapens geroepen en was verantwoordelijk voor de Midlands, Norfolk, Lincolnshire en Noord-Wales. Eveneens moest de groep steun geven aan RAF-groep nr. 11, die het kwetsbare zuidwesten moest verdedigen.
Groep nr. 12 stond aan de vooravond van de Slag om Engeland onder commando van Leigh-Mallory, die, onder invloed van Douglas Bader, voor het eerst met een Big Wing achter de vijand aan ging. Het resulterende conflict met de commandant van RAF-groep nr. 11 leidde uiteindelijk tot diens overplaatsing.

## Naoorlogse periode
RAF-groep nr. 12 werd na de Tweede Wereldoorlog gehandhaafd en werd op 31 maart 1963 omgedoopt in Nr. 12 (East Anglian) Sector en op 30 april 1968 ontbonden.

## Bevelhebbers

### 1918 tot 1919
- Brigadier-General H D Briggs (1 april 1918)
- Brigadier-General F R Scarlett (1 mei 1919)

### 1937 tot 1963

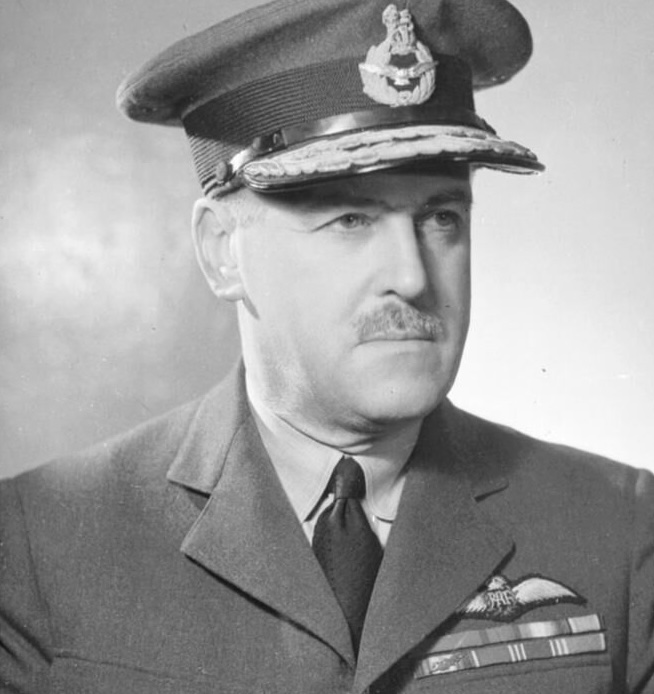
Air Vice-Marshal Trafford Leigh-Mallory

- Air Vice-Marshal J H S Tyssen ( 1 april 1937)
- Air Vice-Marshal Trafford Leigh-Mallory ( 4 december 1937)
- Air Vice-Marshal Richard Saul (17 december 1940)
- Air Vice-Marshal J O Andrews (29 november 1942)
- Air Vice-Marshal R M Hill (1 juni 1943)
- Air Vice-Marshal M Henderson (22 november 1943)
- Air Vice-Marshal J W Baker (1 januari 1945)
- Air Vice-Marshal T C Traill (5 mei 1946)
- Air Vice-Marshal G Harcourt-Smith (17 november 1948)
- Air Vice-Marshal R L R Atcherley (1 juni 1951)
- Air Vice-Marshal W J Crisham (13 november 1953)
- Air Vice-Marshal H P Fraser (25 juni 1956)
- Air Commodore C H Hartley (1 augustus 1958)
- Air Vice-Marshal J R A Embling (1 januari 1959)
- Air Vice-Marshal C H Hartley (20 juli 1959)
- Air Vice-Marshal R N Bateson (1 juni 1961)